# Konstantyn (Tsilis)
Konstantyn, nazwisko świeckie Tsilis (ur. 1973 w Pireusie) – grecki biskup prawosławny, pierwszy w historii prawosławny metropolita Singapuru.

## Życiorys
Ukończył studia na Uniwersytecie Ateńskim oraz w Ateńskiej Wyższej Akademii Duchownej. Po uzyskaniu dyplomu podjął pracę dziennikarza, był również aktywny w prawosławnych organizacjach młodzieżowych. Od 1998 systematycznie podejmował działalność w ramach wolontariatu na rzecz metropolii Hongkongu i południowo-wschodniej Azji.  W 2003 został wyświęcony na diakona, a następnie na kapłana. Służył w metropolii Hongkongu. Od 2005 pełnił obowiązki kanclerza eparchii.
3 listopada 2011 Święty Synod Patriarchatu Konstantynopolitańskiego nominował go na metropolitę Singapuru, pierwszego zwierzchnika powołanej w 2008 diecezji. Jego chirotonia biskupia miała miejsce 21 listopada tego samego roku.
Włada, oprócz ojczystego greckiego, także angielskim oraz w mniejszym stopniu francuskim, hebrajskim i włoskim. Zna alfabet Braille’a i język migowy.